# Isocypris priomena
Isocypris priomena är en kräftdjursart som beskrevs av Mueller 1908. Isocypris priomena ingår i släktet Isocypris och familjen Cyprididae. Inga underarter finns listade i Catalogue of Life.